# Piestrawka
Piestrawka (ros. Пестравка) – wieś (sieło) w Rosji, w obwodzie samarskim, ośrodek administracyjny rejonu piestrawskiego. W 2010 liczyła 6573 mieszkańców.